# روب آدامز
روب آدامز (بالإنجليزية: Rob Adams)‏ هو مهندس معماري أسترالي، ولد في 1948 في زيمبابوي.